# Aerlift
În tehnologia extracției petrolului, aerlift este o metodă de exploatare a sondelor prin erupție artificială, la care antrenarea țițeiului la suprafață se face cu ajutorul aerului comprimat.
În România, această metodă se utilizează destul de rar, datorită inconvenientelor pe care le prezintă: formarea de amestecuri explozive, degradarea calității etc.
Acest articol conține text din Dicționarul enciclopedic român (1962-1966), aflat acum în domeniul public.